# ميزياني ماوليدا
ميزياني ماوليدا (بالفرنسية: Myziane Maolida)‏ (14 فبراير 1999 بباريس في فرنسا - ) هو لاعب كرة قدم فرنسي في مركز مهاجم ‏. لعب مع أولمبيك ليون.

## وصلات خارجية
- ميزياني ماوليدا على موقع الاتحاد الأوربي (الإنجليزية)
- ميزياني ماوليدا على موقع رابطة كرة القدم الفرنسية للمحترفين (الإنجليزية)
- ميزياني ماوليدا على موقع قاعدة بيانات كرة القدم.إي يو (الإنجليزية)
- ميزياني ماوليدا على موقع ليكيب (الفرنسية)
- ميزياني ماوليدا على موقع Soccerway.com (الإنجليزية)
- ميزياني ماوليدا على موقع عالم كرة القدم.نت (الإنجليزية)